# سفيري هاوغ
سفيري هاوغ هو عسكري نرويجي، ولد في 22 يوليو 1907 في Stokke ‏ في النرويج، وتوفي في 25 أكتوبر 1943.